# Марко де Лука
Марко де Лука (італ. Marco De Luca; нар. 12 травня 1981) — італійський легкоатлет, який спеціалізується в спортивній ходьбі.

## Спортивні досягнення
Учасник трьох Олімпіад (2008—2016). Найвище досягнення — 14 місце у ходьбі на 50 км на Іграх-2012.
Учасник 8-ми чемпіонатів світу з легкої атлетики (2005—2019). Найвище досягнення — 7 місце у ходьбі на 50 км на чемпіонаті-2009.
Бронзовий призер командного чемпіонату світу з ходьби на дистанції 50 км в індивідуальному заліку (2016). Дворазовий переможець цих першостей у командному заліку (2008 та 2016).
Учасник чотирьох чемпіонатів Європи у ходьбі на 50 км. Найвище досягнення — 6 місце на чемпіонатах у 2006, 2010 та 2014.
Багаторазовий переможець («золото» у командному заліку на першостях 2011 та 2021 років) та призер (у командному та індивідуальному заліку) кубків та командних чемпіонатів Європи з ходьби.